# Atempan
Atempan es una localidad del estado mexicano de Puebla. Es cabecera del municipio de Atempan.

## Demografía
| Gráfica de evolución demográfica |
|                                  |

| Censo | Población |
| ----- | --------- |
| 1900  | 3 419     |
| 1910  | 3 230     |
| 1921  | 1 058     |
| 1930  | 701       |
| 1940  | 707       |
| 1950  | 971       |
| 1960  | 1 234     |
| 1970  | 1 662     |
| 1980  | 1 826     |
| 1990  | 3 599     |
| 1995  | 4 112     |
| 2000  | 4 857     |
| 2005  | 5 537     |
| 2010  | 6 457     |
| 2020  | 7 491     |